# Ferdinand Maria van Beieren (1884-1958)

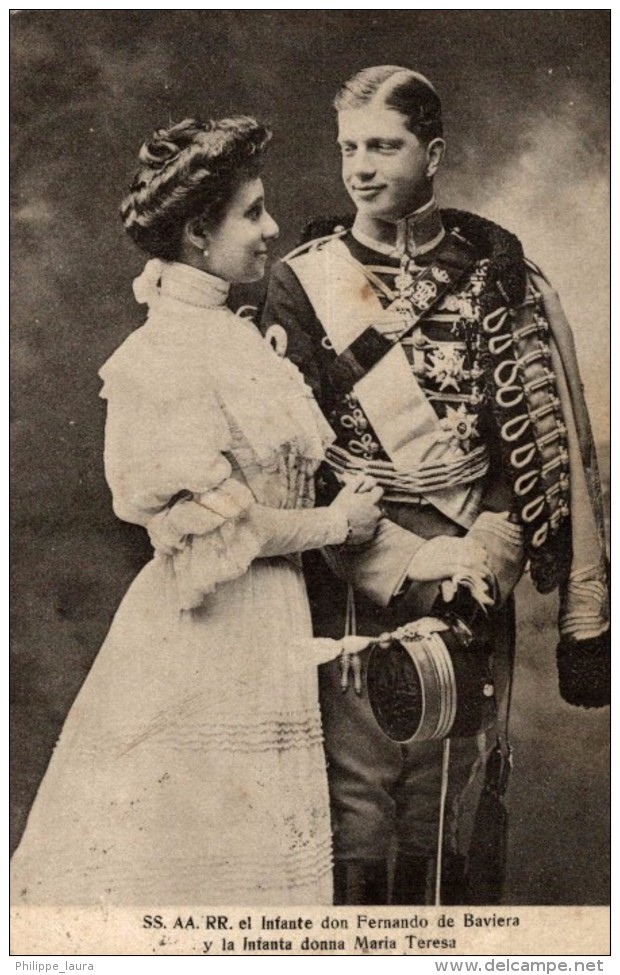
Ferdinand Maria van Beieren en zijn eerste vrouw Maria Theresia

Wapen van Ferdinand Maria van Beieren.

Ferdinand Maria Lodewijk Franciscus van Assisi Isabellus Adalbert Hildefons Martinus Bonifatius Josef Isidorus van Beieren (Madrid, 10 mei 1884 – aldaar, 5 april 1958) was een Beierse prins uit het Huis Wittelsbach. 

## Levensloop
Ferdinand Maria was de oudste zoon van prins Lodewijk Ferdinand van Beieren en diens echtgenote Maria de la Paz. In 1905 nam hij het Spaans staatsburgerschap aan en verleende zijn neef,  koning Alfons XIII, hem de titel infant van Spanje. Sindsdien stond hij ook bekend als Infante don Fernando Maria de Baviera y de Borbon. Hij deed afstand van zijn - overigens verre - rechten op de Beierse troon, maar behield de titel prins van Beieren. Op 12 januari 1906 trouwde hij met zijn nichtje Maria Theresia van Bourbon. 
Het paar kreeg de volgende kinderen:
- Lodewijk Alfons (1906-1983)
- José Eugenius (1909-1966)
- Maria de las Mercedes (1911-1953)
- Maria del Pilar (1912-1918)

Zijn vrouw overleed ten gevolge van de bevalling van hun laatste kind. Ferdinand hertrouwde in 1914 met Maria Luisa de Silva y Fernández de Henestrosa, een adellijke dame, die na haar huwelijk ook infante van Spanje werd.
- Biblioteca Nacional de España: XX5655910
- Bibliothèque nationale de France: cb149784222 (data)
- Gemeinsame Normdatei: 136926762
- International Standard Name Identifier: 0000 0000 5590 2475
- Virtual International Authority File: 81190074
- WorldCat: E39PBJbM86kH3QtgFTYw44DKBP